# Typha davidiana
Typha davidiana  là một loài thực vật có hoa trong họ Typhaceae. Loài này được (Kronf.) Hand.-Mazz. miêu tả khoa học đầu tiên năm 1938.